# ماريو غالو (مخرج أفلام)
ماريو غالو (و. 1878 – 1945 م) هو مخرج أفلام، وممثل، ومنتج أفلام، وكاتب سيناريو من مملكة إيطاليا، ولد في بارليتا، توفي في بوينس آيرس، عن عمر يناهز 67 عاماً.

## وصلات خارجية
- ماريو غالو على موقع IMDb (الإنجليزية)
- ماريو غالو على موقع كينوبويسك (الروسية)

- ماريو غالو في قاعدة بيانات الأفلام على الإنترنت